# Manu (védisme)
Pour les articles homonymes, voir Manu.

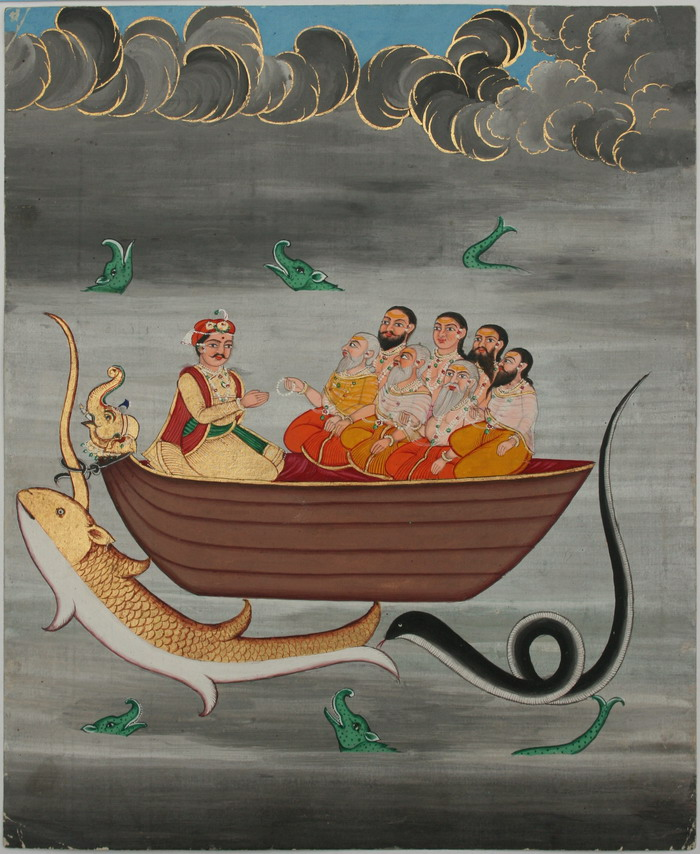
Manu sauvé par Matsya.

Dans l'hindouisme, Manu (Sanskrit: मनु) est le premier humain sur Terre et l'ancêtre des humains. Il est en cela comparable à Adam dans les religions abrahamiques. Il est associé au dieu Vishnou et son avatar Matsya (le poisson), pour avoir remis la vie sur Terre (il sauva Manu, sa famille et un grand nombre d'animaux). Manu est aussi célèbre pour avoir écrit les Lois de Manu ou Manava Dharma Shastra un livre antique très connu sur le sous-continent indien qui donne pour les fidèles les devoirs, les lois à suivre.
Selon les Purana, le nom de Manu (de la racine sanskrite man, « penser ») serait donné à chacun des 14 ancêtres régissant les manvantara (âge de Manu), il y a 14 périodes de Manu (manvantara) au cours d'un kalpa. Les 14 ancêtres sont 1) Svāyambhuva, 2) Svārochiṣha, 3) Auttami, 4) Tāmasa, 5) Raivata, 6) Chākṣhuṣha, 7) Vaivasvata ou Satyavrata (le Manu des temps actuels), 8) Sāvarṇa, 9) Dakṣha-sāvarṇa, 10) Brahma-sāvarṇa, 11) Dharma-sāvarṇa, 12) Rudra-sāvarṇa, 13) Rauchya et 14) Bhautya. Les Manu nos 8 à 14 seraient encore à venir.